# Karol Machata
Karol Machata (ur. 13 stycznia 1928 w Malackach, zm. 3 maja 2016 w Bratysławie) – słowacki aktor filmowy i teatralny.
Od młodości był czynny w radiu i zajmował się teatrem amatorskim. W 1951 r. ukończył studia aktorskie w Państwowym Konserwatorium w Bratysławie. Karierę zawodowego aktora rozpoczął w Armádnym divadle w Martinie, gdzie pracował w latach 1952–1953. Do 1998 r. był stałym członkiem Słowackiego Teatru Narodowego.
W 1967 r. uzyskał tytuł zasłużonego artysty (zaslúžilý umelec), a w 1979 r. został uhonorowany tytułem artysty narodowego (národný umelec). W 2003 r. został odznaczony Krzyżem Pribiny II klasy za znaczące zasługi na polu twórczości teatralnej, filmowej i radiowej.